# Vlnková komprese
Jako vlnková komprese se označuje kompresní postup využívající diskrétní  vlnkové transformace. Často se jedná o kompresi obrazu nebo videa. Může se přitom jednat o kompresi bezeztrátovou i ztrátovou. Aplikace vlnkové transformace pro kompresi dat přináší nové možnosti jako např. další režimy progrese, přesné určení bitového toku, vymezení oblasti zájmu (ROI), dekomprese v nižším rozlišení, nižší kvalitě či jen části dat atd. Jednotlivé metody se liší zejména volbou použitých diskrétních vlnek a algoritmu, který kóduje vzniklé vlnkové koeficienty.

## Postup
Při kompresi se provede rozklad do diskrétní vlnkové transformace. Tím vznikne pyramida rozlišení. Koeficienty na stejné prostorové pozici mají mezi sousedními měřítky silnou korelaci. To zohledňují např. kódovací algoritmy EZW nebo SPIHT. Jiné algoritmy, např. EBCOT, využívají silnou korelaci koeficientů na prostorově sousedících pozicích.

## Aplikace
Na vlnkové transformaci jsou založeny např. standardy JPEG 2000, CCSDS 122.0, ICER (obraz) nebo Dirac a CineForm (video).